# The Unforgiven (trilogía)
«The Unforgiven» es el nombre que se le da a las tres canciones (power ballad) homónimas de thrash metal, que han sido incluidas en los álbumes Metallica (1991), ReLoad (1997) y Death Magnetic (2008), del grupo de thrash metal estadounidense, Metallica.

## The Unforgiven
«The Unforgiven» es una power ballad grabada e interpretada por la banda estadounidense de thrash metal Metallica, sacada de su quinto álbum de estudio, Metallica (también conocido como The Black Album). La compañía discográfica Elektra Records la lanzó el 28 de octubre de 1991 como segundo sencillo del álbum.Fue escrita por James Hetfield, Lars Ulrich y Kirk Hammett y producida por Bob Rock.
El baterista de la banda, Lars Ulrich, explicó que la banda quería intentar algo nuevo, con la idea de una balada, en vez de la melodía típica con los coros de thrash (como evidencia de sus baladas previas como «Fade to Black», «Welcome Home (Sanitarium)» y «One»), la banda optó por revertir la dinámica, distorsionando los versos y modificando la melodía de los coros, reproduciendo las guitarras clásicas y con una voz nueva denominada crooner, por parte de James Hetfield, en el coro "So I dub the Unforgiven". Esta, al igual que el resto de baladas de Metallica, cuenta con un solo característico, lento y armonioso, pero pesado a la vez. En el solo de esta canción se pueden encontrar vastas raíces del blues.

### Composición y grabación
El sistema de composición del grupo consistía en la grabación de una canción más lenta con ideas románticas o más baladas, cambiaron el ritmo de su música casual a otro nuevo estilo con este sencillo pero sin dejar su potente thrash metal.
El sonido de la introducción se tomó de Los que no perdonan (The Unforgiven, un western) y se reprodujo al revés, de forma que no se reconociera su origen, tal y como Hetfield explica en Classic Albums: Metallica - Metallica.
«The Unforgiven» fue tocada por primera vez en vivo en la gira mundial Nowhere Else to Roam desde 1991 a 1993, apoyado por The Black Album. Fue tocado otra vez en su gira mundial, Madly in Anger with the World Tour, desde 2003 al 2004 y en la gira Escape from the Studio '06. Esa fue la grabación más reciente durante una gira de estudio. También, la canción estuvo en el Top 40 hit on the Billboard Hot 100, con la posición número 35.
La versión en concierto incluye un solo inédito al final de la canción, algo que la grabación original no posee.
La canción tiene dos secuelas, «The Unforgiven II», del álbum ReLoad y «The Unforgiven III» del álbum Death Magnetic donde tiene un estilo hard rock y la otra heavy metal respectivamente.

## Intérpretes y versiones
La canción es interpretada por Doug Pinnick, Vernon Reid, Frankie Banali y Tony Franklin para Metallic Assault: A Tribute to Metallica, un álbum lanzado por el mismo en tributo a la banda.
«The Unforgiven» ha sido interpretada, también, en otros estilos de música, notablemente en el estilo bluegrass por Iron Horse y Tom Holland en su álbum Fade to Bluegrass: The Bluegrass Tribute to Metallica. «Gregorian Chant», una interpretación de Gregorian también aparece en Masters of Chant Chapter V y una versión instrumental clásica por un violonchelo de Apocalyptica aparece en su lanzamiento Plays Metallica by Four Cellos. El dúo tributo Harptallica grabó una versión de arpa en su álbum Harptallica: A Tribute.
«The Unforgiven» apareció en la serie de televisión Lucifer en el episodio 6 de la segunda temporada titulado “Monster”, aparece cuando Lucifer la toca en piano al estar triste por haber matado a su hermano mayor Uriel.

## Créditos
- James Hetfield: Voz, guitarra rítmica y guitarra acústica.
- Kirk Hammett: Guitarra líder.
- Jason Newsted: Bajo eléctrico y coros.
- Lars Ulrich: Batería y percusión.

## Lista de canciones
1. «The Unforgiven».
2. «Killing Time».
3. «So What (12" Only)».
4. «The Unforgiven» (Demo)».

## The Unforgiven II
«The Unforgiven II» es el título de una power ballad interpretada por la banda estadounidense de heavy metal Metallica, perteneciente a su séptimo álbum de estudio ReLoad (1997). La compañía discográfica Elektra Records la lanzó el 24 de febrero de 1998 como segundo sencillo del disco. La canción es una secuela de la exitosa canción «The Unforgiven», perteneciente al álbum Metallica (1991). La melodía es parecida a su predecesora, sin embargo al terminar los violines esta comienza un poco más heavy. Solamente había sido interpretada una vez en directo, cuando recibió el premio del Billboard como artista del año en 1997, después de casi 20 años la canción volvió a ser tocada en el año 2015, la banda la tocó tres veces en menos de una semana.

### Créditos
- James Hetfield: Voz y guitarra rítmica.
- Kirk Hammett: Guitarra líder.
- Jason Newsted: Bajo eléctrico.
- Lars Ulrich: Batería y percusión.

El chico que aparece en el video musical de la canción es el mismo que aparece en el de «The Unforgiven» pero con siete años más.

## The Unforgiven III
«The Unforgiven III» es una canción presente en el noveno disco de Metallica, Death Magnetic, lanzado el 12 de septiembre del 2008. Es una secuela del tema «The Unforgiven» (Metallica, 1991) y «The Unforgiven II» (ReLoad, 1997). A diferencia de las otra versiones de «The Unforgiven», esta empieza con un sonido de piano en la introducción de la canción y no con el clásico corno francés, como en las versiones anteriores. Lo que lo diferencia de sus antecesores es que esta canción no cuenta con las clásicas líneas de: "What I've felt, what I've known", "Never free, never me" y "So I dub thee Unforgiven".
Es una canción con cambios de tiempo característicos, pero con una base de guitarra muy simple.
Fue tocada por primera vez en vivo el 14 de abril de 2010 en Oslo, Noruega.
La canción fue nominada a un premio Grammy por mejor actuación de hard rock en el 2010. También fue parte del repertorio en el S&M2 de 2019, donde el único miembro en interpretarla fue James Hetfield, con la orquesta sinfónica musicalizando el tema.

### Créditos
- James Hetfield: voz, guitarra rítmica, piano
- Kirk Hammett: guitarra líder
- Robert Trujillo: bajo eléctrico
- Lars Ulrich: batería, percusión